# Dunaszentgyörgy, Tolna
Dunaszentgyörgy  este un sat în districtul Paks, județul Tolna, Ungaria, având o populație de 2.631 de locuitori (2011). 

## Demografie
Componența etnică a satului Dunaszentgyörgy
     Maghiari (95,22%)
     Romi (2,99%)
     Germani (1,37%)
     Necunoscut (0,13%)
     Alții (0,3%)
Componența confesională a satului Dunaszentgyörgy
     Reformați (29,68%)
     Fără religie (21,28%)
     Romano-catolici (18,7%)
     Luterani (1,25%)
     Atei (1,14%)
     Necunoscută (27,75%)
     Greco-catolici (0,19%)
     Alte religii (1,82%)
Conform recensământului din 2011, satul Dunaszentgyörgy avea 2.631 de locuitori. Din punct de vedere etnic, majoritatea locuitorilor (95,22%) erau maghiari, existând și minorități de romi (2,99%) și germani (1,37%). Apartenența etnică nu este cunoscută în cazul a 0,13% din locuitori. Nu există o religie majoritară, locuitorii fiind reformați (29,68%), persoane fără religie (21,28%), romano-catolici (18,7%), luterani (1,25%) și atei (1,14%). Pentru 27,75% din locuitori nu este cunoscută apartenența confesională.